# Kunstmaler (Beruf)
Kunstmaler ist eine Bezeichnung für ein Berufsbild kunstschaffender Tätigkeiten.

## Ausbildung in Deutschland
Das Berufsbild wird staatlich anerkannt und existiert bereits seit vielen Jahren, wird allerdings nur noch an wenigen Einrichtungen in Deutschland angeboten. Die Ausbildung findet meistens in Kunstschulen oder Kunstakademien statt. Die Regelausbildungszeit liegt zwischen zwei und vier Jahren und findet vollschulisch in der Institution statt. Eine Ausbildung ist in Voll- und Teilzeit möglich.

### Inhalte der Ausbildung
Die Inhalte der Ausbildung sind vor allem handwerklich und kunstpraktisch orientiert. Die Studierenden verbringen die meiste Zeit an der Staffelei. Sie erlernen dabei praktisch die Grundlagen im realistischen Zeichnen und Malen sowie den Umgang mit den entsprechenden Materialien. Aber auch Themen wie Bildkomposition, Kunstgeschichte oder Gemälderestaurierung können Teile der Ausbildung sein. Manche Institutionen haben auch Künstler-Vermarktung, Art Business und Anatomie auf dem Lehrplan.

### Abschlussprüfung
Die Abschlussprüfung beinhaltet einen kunstpraktischen sowie einen kunsttheoretischen Teil. Neben dem Prüfungsausschuss der Einrichtung wird eine externe Person vom zuständigen Ministerium für Kunst gestellt, die die Prüfung gemeinsam abnehmen. Für den kunstpraktischen Teil, welcher in der Regel ein Gemälde ist, hat der Prüfling mehrere Wochen Zeit. Zur Prüfung hat er das entstandene Werk zu präsentieren. Je nach Einrichtung kann ein mündlicher und schriftlicher Teil noch erfolgen. Nach erfolgreicher Prüfung kann sich der Absolvent staatlich geprüfter Kunstmaler nennen.

### Ausbildungsvoraussetzungen
Rechtlich gibt es keine bestimmte vorgeschriebene Vorbildung. Häufig wird jedoch ein Realschulabschluss oder Ähnliches vorausgesetzt. Alle weiteren Kriterien richten sich nach den Vorgaben der Einrichtung.

### Schulgeld
Da es sich um eine vollschulische Ausbildung handelt, fallen in der Regel Schulgelder an. Die Höhe des Schulgeldes ist von Einrichtung zu Einrichtung unterschiedlich.

### Berufsmöglichkeiten
Kunstmaler können als freischaffende Künstler arbeiten. Künstler ist in Deutschland grundsätzlich kein rechtlich geschützter Begriff und sagt somit nichts über die Qualität von Werken oder Arbeiten aus. Die Werke eines Kunstmalers hingegen setzen zumindest voraus, dass dieser eine Ausbildung an einer geprüften Institution absolviert hat. Des Weiteren können Kunstmaler Auftragsarbeiten für verschiedene Branchen übernehmen oder auch Beschäftigung an Theatern, Varietés, Werbe-, Film- oder Gaming-Firmen finden.

## Beruf in Österreich
In Österreich bieten Kunstmaler ihre Werke meist in Ausstellungen, Galerien oder im Kunsthandel an. Da dies kein eigenes Einkommen sichert, arbeiten viele Künstler in einem weiteren Beruf. Angestellte Arbeitsverhältnisse stellen u. a. Kunstakademien, Werbeagenturen oder Museen zur Verfügung. Das Arbeitsmarktservice (AMS) stellt fest, dass Kunstberufe zwar eine hohe Anziehungskraft entfalten, die wirtschaftlichen Verhältnisse aber oft unsicher sind und viele Künstler insbesondere infolge der Corona-Krise in prekären Verhältnissen wirtschaften. Ausbildungsmöglichkeiten gibt es u. a. in Wien, Niederösterreich, Steiermark und Tirol.